# PU-PU-PU-
『PU-PU-PU-』（プープープー）は、1998年10月9日から12月18日まで毎週金曜日21:00 - 21:54に、TBS系の「金曜9時」枠で放送された日本のテレビドラマ。森田剛・三宅健・岡田准一（V6/Coming Century）が連続ドラマ初主演を果たした作品。主題歌はV6「over」。
18歳の丹下隼人、楠木陸男、小峰和哉の3人が自分のやりたいことを見つけるまでプー（フリーター）をやると同時に友情、恋愛、家族の絆、を深めていく物語である。
1999年1月21日に全5巻でVHS化後、DVD化が実現していなかったが、2010年9月3日にDVD-BOXとして発売された。

## あらすじ
（TBSあらすじページより。）
丹下隼人、楠木陸男、小峰和哉はお互い面識のない3人である。そんな彼らは8月のある日に成田空港で出くわす。彼らは全く違う家庭環境で育ったものの、それぞれの親である丹下親雄、楠木拓郎、小峰政男に反発。何か自分の力でやりたいと思ってはいるものの具体的に何がしたいのか分からないまま、とりあえずアメリカロサンゼルスの同じ語学留学を申し込んだのである。 
ロスへ向かう飛行機の中で隣り合う3人。しかしどうも3人の波長が合わない。隼人は陸男の調子の良さと和哉の軟派なところが受け付けない。マイペースな和哉は隼人と陸男がうざったくて仕方がない。優柔不断な陸男はそんなふたりの間を行ったり来たりするのである。 
ロスに到着した3人。送迎のスタッフが来ないことを不信に思いながらも早速語学学校へ向かう。ところが、学校の入り口には閉鎖の文字があった。どうやらこの学校は3人が訪れる前日に倒産し、スタッフも全員逃げてしまったようだ。そんな時日系人の松原レナという女性が途方に暮れる3人の前に現れる。彼女は別の語学学校を彼らに紹介する。優しいレナをすっかり信じきった隼人たちは入学金としてレナに所持金を全て預けてしまう。ところがレナはなんと詐欺師であった。またまた3人は騙される羽目に。行くところナシ、所持金もナシ、親に反発してやっとの思いでアメリカに来た手前、今更、日本に帰国する訳にもいかないし、その意志もない。彼らのこれからはいかに？

## キャスト
丹下隼人：森田剛
日本の大学をすべて落ち、予備校に通う浪人生。頭の良い弟には気を遣われ、どこかの大学に行けと言う父親には自分の気持ちを聞いてもらえず、家に居るのが耐えられなくなり、黙って語学学校のあるロサンゼルスに旅立ち、成田空港で陸男と和哉と知り合う。性格は短気で喧嘩っぱやいが、曲がったことが大嫌いで正義感がある。
楠木陸男：三宅健
隼人と同じく日本の大学を落ち、母親の進めでLAの語学学校に向かい、成田空港で隼人と和哉と知り合う。父親にはバカ呼ばわりされ、まるで期待されておらず見返したいと思っている。性格はお調子者で空気を読めない時があるが、ムードメーカーである。
小峰和哉：岡田准一
一橋大学に通っていたがすぐにやめロサンゼルスの語学学校に向かい、成田空港で陸男と隼人と知り合う。妻の連れ子である自分にいい顔ばかりでビシっとしない義理の父親を小峰さんと呼んでいる。性格は女たらしであり、隼人や陸男からは虫けらと呼ばれている。長所は頭が良いところ。
丹下親雄：段田安則
隼人の父親で銀行の支店長代理であり、支店長を狙っている。頑固で完璧主義者であり、隼人にはかなりきびしく隼人をよく殴る。しかし最終回で銀行を解雇され、警察で事情聴取を受け精神的に疲労し自殺を考えるも隼人と本音を話し合うことで思い止まり、同時に隼人の生き方も理解を示し和解した。
小峰政男：江川卓
和哉の父親で中学の先生をしている。誰にでもいい顔をして、義理の息子の和哉には奥歯に物が挟まったような言い方をする。
楠木拓郎：所ジョージ
陸男の父親であり訪問販売員である。楽観的な性格である。陸男には期待をしておらず、バカと呼んでいる。若い頃からミュージシャンを夢見ているが、最終回でその夢をギターを手放して諦めようとしたところ陸男に諦めたら典子が悲しむと説得されて続けることになった。
山口まひる：木内晶子
千秋と観光で来ていたロサンゼルスで隼人、陸男、和哉と知り合う。
清水千秋：山田麻衣子
まひると観光で来ていたロサンゼルスで隼人、陸男、和哉と知り合う。　
一条睦美：鈴木砂羽
行きの飛行機で和哉が一目惚れをした客室乗務員。
丹下英人：安達哲朗
隼人の弟で東京大学をめざす高校生。隼人に気を遣っている。
小峰あゆみ：倉沢桃子
和哉の妹で、生意気な中学生。
丹下秋子：かとうかずこ
隼人の母親で主婦をしている。隼人にはどこかの大学に入ってほしいと思っている。
楠木典子：岡本麗
陸男の母親で、たこ焼き屋を経営している。泣き虫であり、陸男のことですぐ泣く。
小峰幸子：黒田福美
和哉の母親で、中学の教頭をしている。離婚歴があり和哉を連れ政男と世間体で再婚。
松原レナ：伊藤かずえ（第1話）
隼人たちに閉鎖された語学学校とは別の語学学校を紹介した日系人女性。その正体は詐欺師。
神尾隆司：矢島健一（第4話・第7話・第9話）
幸子の元夫で、和哉の実の父親。

## スタッフ
- 原案：那須真知子（第6話以降）
- 脚本：那須真知子、武田百合子
- 音楽：武部聡志
- 制作：八木康夫
- プロデュース：丹羽多聞アンドリウ
- 演出：吉田健、金子文紀、土井裕泰

## 放送日程
| 各話   | 放送日         | サブタイトル     | 脚本                  | 演出     |
| ------ | -------------- | ---------------- | --------------------- | -------- |
| 第1話  | 1998年10月09日 | 史上最低の親子   | 那須真知子            | 吉田健   |
| 第2話  | 1998年10月16日 | プー逆襲開始!    | 那須真知子            | 吉田健   |
| 第3話  | 1998年10月23日 | 期待されない息子 | 那須真知子            | 金子文紀 |
| 第4話  | 1998年10月30日 | 秘密の援助交際   | 那須真知子 武田百合子 | 土井裕泰 |
| 第5話  | 1998年11月06日 | 裏切りのキス     | 那須真知子 武田百合子 | 土井裕泰 |
| 第6話  | 1998年11月13日 | 子の心親知らず   | 武田百合子            | 吉田健   |
| 第7話  | 1998年11月20日 | 家出のススメ     | 武田百合子            | 吉田健   |
| 第8話  | 1998年11月27日 | 親父を殴る       | 武田百合子            | 金子文紀 |
| 第9話  | 1998年12月04日 | 家族崩壊         | 武田百合子            | 土井裕泰 |
| 第10話 | 1998年12月11日 | 最後の父子対決   | 武田百合子            | 吉田健   |
| 最終話 | 1998年12月18日 | プーを辞める日   | 武田百合子            | 吉田健   |